# Poderei, Bistrița-Năsăud
Poderei este un sat în comuna Rebrișoara din județul Bistrița-Năsăud, Transilvania, România.